# Pazop
Pazop was een Belgische progressieve rockband in het begin van de jaren zeventig. Tijdens hun korte carrière verscheen van de groep geen enkel album, pas later werd muziek van de band uitgebracht.
De groep ontstond op het eind van 1971, en bestond uit fluitist Dirk Bogaert, keyboardspeler Frank Wuyts, violist Kuba Szczepanski, bassist Patrick Cogneaux en drummer Jack Mauer. Wuyts en Szczepanski kwamen net uit de rockgroep Wallace Collection, en Wuyts was met Bogaert, Cogneaux en Mauer in een andere kortstondige progressieve rockgroep, Waterloo betrokken geweest. Cogneaux was lid geweest van Arkham, een groep met latere leden van Magma en Univers Zero. Sczcepanski was een klassiek geschoolde muzikant uit Polen die enkele jaren in het Brussels Opera Philharmonic Orchestra had gespeeld voor hij bij de Wallace Collection rockmuziek ging spelen.
Nog voor de groep een naam had, benaderden ze EMI, het label van Wallace Collection. Hoewel het label de groep niet contracteerde, werd een tweedaagse studiosessie aangeboden om een betere demo op te nemen. De demo met vier nummers die tijdens deze sessies werd opgenomen was commerciëler dan het normale geluid van de groep, dat diverse invloeden had, van Miles Davis, 20ste-eeuwse klassieke muziek, tot progressieve rockgroepen zoals King Crimson en Caravan, en Frank Zappa. Met de nieuwe demo trokken Szczepanski en Mauer naar Paris om er bij elk platenlabel aan te kloppen, maar dit was tevergeefs. Uiteindelijk werd ook een naam voor de band gevonden, "Pas Op", later werd dit gespeld als Pazop.
Uiteindelijk bekwamen ze in maart 1972 een contract bij producer Luigi Oglival die hen bij CBS en het Barclay label kon onderbrengen. In juli 1972 dook de groep de Herouville Studio in Frankrijk in om het album Psychillis of a Lunatic Genius op te nemen. De club trad verschillende malen op in de Gibus-Club in Parijs, wat hen positieve perscommentaren opleverde, en gaf nog andere optredens in Frankrijk en België. Tegen het eind van het jaar weigerde Barclay echter hun album omdat het te weinig commercieel zou zijn, en verkoos in de plaats om een van de eerdere demo's uit te brengen als single, tot ongenoegen van de band. Oglive, die zich realiseerde dat hij de studiokosten niet zou terugwinnen, liet de groep eveneens in de steek. Hij verwaarloosde daarmee zijn contract en hield zelfs de master tapes.
In 1973 werd de groep ingeschakeld door popmuzikant Sylvain Van Holme om moderne rockbewerkingen te maken van verschillende klassieke stukken van Tsjaikovski, Dvorak, Mozart en Verdi. Van Holme besliste co-producer te worden voor een nieuw album van Pazop, en boekte voor hen de Start Studio in België op het eind van de zomer in 1973. Van Holme nam met verschillende platenmaatschappijen contact op, maar dit was opnieuw tevergeefs omdat het album niet commercieel genoeg was. De groep bleef door België en Frankrijk toeren tot juli 1974, toen ze het voor bekeken hielden. Het onvermogen om genoeg optredens te krijgen, en om beide elpees uit te brengen, had de groep financieel en mentaal te veel getroffen, en de leden gingen uiteen om in succesvollere groepen te gaan spelen.
Uiteindelijk werden de master tapes heropgevist, en uiteindelijk verschenen de twee albums op cd, uitgebracht door Musea in 1996.